# ماكسيم سبانو
ماكسيم سبانو (بالفرنسية: Maxime Spano)‏ (31 أكتوبر 1994 في فرنسا - ) هو لاعب كرة قدم جزائري في مركز الدفاع. لعب مع نادي تولوز. ولد في فرنسا لأب إيطالي وأم جزائرية.  سبانو هو الشقيق التوأم لرومان سبانو، وهو لاعب كرة قدم محترف.

## روابط خارجية
- ماكسيم سبانو على موقع قاعدة بيانات كرة القدم.إي يو (الإنجليزية)
- ماكسيم سبانو على موقع Soccerway.com (الإنجليزية)
- ماكسيم سبانو على موقع AS.com (الإسبانية)